# Internationale UCI-kalender for damer 2023
Den internationale UCI-kalender for damer 2023 (officielt: UCI Women's Road World Rankings) er den 18. udgave af UCI-kalenderen for damer.

## Danske sejre
| Danske sejre på den internationale UCI-kalender for damer 2023 |               |        |        |                   |                        |
| #                                                              | Løb           | Klasse | Dato   | Rytter            | Hold                   |
| 1                                                              | GP Eco-Struct | 1.1    | 6. maj | Amalie Dideriksen | Uno-X Pro Cycling Team |

## Kalender
| 29. jan.          | Women Cycling Pro Costa De Almería                     | 1.1   | Arianna Fidanza        | Emma Norsgaard            | Audrey Cordon-Ragot       |
| 4. feb.           | Aphrodite Cycling Race ITT                             | 1.2   | Antri Christoforou     | Olga Sabelinskaja         | Barbara Malcotti          |
| 5. feb.           | Grand Prix Apollon Temple                              | 1.2   | Sevinch Yuldasheva     | Ekaterina Knebeleva       | Faina Potapova            |
| 5. feb.           | Vuelta a la Comunitat Valenciana Feminas               | 1.1   | Floortje Mackaij       | Liane Lippert             | Nikola Nosková            |
| 8. feb.           | Aphrodite Cycling Race-Women for future                | 1.2   | Antri Christoforou     | Urša Pintar               | Barbara Malcotti          |
| 11. feb.          | Aphrodite's Sanctuary Cycling Race                     | 1.2   | Jesse Vandenbulcke     | Antri Christoforou        | Urša Pintar               |
| 11. feb.          | Clásica de Almería WE                                  | 1.1   | Emilie Fortin          | Alison Jackson            | Floortje Mackaij          |
| 16. – 19. feb.    | Setmana Ciclista Valenciana                            | 2.Pro | Justine Ghekiere       | Ashleigh Moolman-Pasio    | Amanda Spratt             |
| 26. feb.          | Omloop van het Hageland                                | 1.1   | Lorena Wiebes          | Marta Bastianelli         | Audrey Cordon-Ragot       |
| 28. feb.          | Le Samyn des Dames                                     | 1.1   | Marta Bastianelli      | Maria Giulia Confalonieri | Vittoria Guazzini         |
| 1. mar.           | Umag Trophy Ladies                                     | 1.2   | Alessia Vigilia        | Anastasia Carbonari       | Urša Pintar               |
| 5. mar.           | Trofeo Oro in Euro                                     | 1.1   | Gaia Realini           | Amanda Spratt             | Martina Alzini            |
| 5. mar.           | Poreč Trophy Ladies                                    | 1.2   | Yanina Kuskova         | Lara Gillespie            | Urša Pintar               |
| 7. – 11. mar.     | Trofeo Ponente in Rosa                                 | 2.2   | Jolanda Neff           | Yanina Kuskova            | Sina Frei                 |
| 10. mar.          | Drentse Acht van Westerveld                            | 1.1   | aflyst                 |                           |                           |
| 10. – 12. mar.    | Vuelta Extremadura Féminas                             | 2.2   | Megan Armitage         | Clara Emond               | Maaike Coljé              |
| 15. mar.          | Nokere Koerse for kvinder                              | 1.Pro | Lotte Kopecky          | Lorena Wiebes             | Marta Bastianelli         |
| 17. – 19. mar.    | Tour de Normandie Féminin                              | 2.1   | Cédrine Kerbaol        | Gladys Verhulst           | Martina Alzini            |
| 29. mar.          | Dwars door Vlaanderen for kvinder                      | 1.Pro | Demi Vollering         | Chiara Consonni           | Marianne Vos              |
| 5. apr.           | Scheldeprijs for kvinder                               | 1.1   | Lorena Wiebes          | Charlotte Kool            | Chiara Consonni           |
| 8. – 10. apr.     | The Princess Maha Chackri Sirindhon's Cup              | 2.1   | Lee Eun-Hee            | Nur Aisyah Mohamad Zubir  | Ayustina Priatna          |
| 10. apr.          | Ronde de Mouscron                                      | 1.1   | Martina Fidanza        | Anniina Ahtosalo          | Valentine Fortin          |
| 12. apr.          | Brabantse Pijl for kvinder                             | 1.Pro | Silvia Persico         | Demi Vollering            | Liane Lippert             |
| 16. apr.          | Grand Prix de Chambéry                                 | 1.1   | Victorie Guilman       | Erica Magnaldi            | Évita Muzic               |
| 22. apr.          | Omloop van Borsele                                     | 1.1   | Linda Zanetti          | Audrey Cordon-Ragot       | Nora Tveit                |
| 25. apr.          | GP Liberazione women                                   | 1.2   | Silvia Zanardi         | Cristina Tonetti          | Giorgia Bariani           |
| 26. – 30. apr.    | Tour of the Gila for kvinder                           | 2.2   | Austin Killips         | Marcela Prieto            | Emily Ehrlich             |
| 27. – 30. apr.    | Gracia-Orlova                                          | 2.2   | Jenny Rissveds         | Dominika Włodarczyk       | Emilia Fahlin             |
| 29. – 30. apr.    | Grand Prix Elsy Jacobs                                 | 2.Pro | Ally Wollaston         | Marta Bastianelli         | Anouska Koster            |
| 29. apr.          | Circuit de la vallée de la Lys                         | 1.2   | Julia Kopecky          | Daria Pikulik             | Lieke Nooijen             |
| 29. apr.          | ReVolta                                                | 1.1   | Claire Steels          | Clara Koppenburg          | Josie Talbot              |
| 5. maj            | La Classique Morbihan                                  | 1.1   | Gaia Masetti           | Alessia Vigilia           | Sofia Bertizzolo          |
| 6. maj            | Grand Prix de Plumelec-Morbihan for kvinder            | 1.1   | Grace Brown            | Cédrine Kerbaol           | Dominika Włodarczyk       |
| 6. maj            | GP Eco-Struct                                          | 1.1   | Amalie Dideriksen      | Lara Gillespie            | Mirre Knaven              |
| 7. maj            | Trofee Maarten Wynants                                 | 1.1   | Chiara Consonni        | Amalie Dideriksen         | María Martins             |
| 9. – 13. maj      | Tour de Bretagne féminin                               | 2.1   | Grace Brown            | Coralie Demay             | Alessia Vigilia           |
| 10. maj           | Clasica Femenina Navarra                               | 1.Pro | Riejanne Markus        | Tamara Dronova-Balabolina | Ella Wyllie               |
| 16. maj           | Durango-Durango Emakumeen Saria                        | 1.1   | Ashleigh Moolman-Pasio | Ane Santesteban           | Claire Steels             |
| 18. – 21. maj     | Joe Martin Stage Race Women                            | 2.2   | Lauren Stephens        | Emily Ehrlich             | Emilie Fortin             |
| 19. maj           | Veenendaal-Veenendaal Classic for kvinder              | 1.1   | Lotte Kopecky          | Martina Fidanza           | Daria Pikulik             |
| 20. maj           | Omloop der Kempen Ladies                               | 1.2   | Charlotte Kool         | Daria Pikulik             | Maike van der Duin        |
| 21. maj           | Antwerp Port Epic Ladies                               | 1.1   | Marthe Truyen          | Audrey Cordon-Ragot       | Franziska Koch            |
| 23. – 28. maj     | Thüringen Ladies Tour                                  | 2.Pro | Lotte Kopecky          | Lorena Wiebes             | Mischa Bredewold          |
| 25. – 28. maj     | Tour de Feminin-O cenu Českého Švýcarska               | 2.2   | Olha Kulynych          | Dominika Włodarczyk       | Eliska Kvasnickova        |
| 27. maj           | Ladies Tour of Estonia                                 | 1.2   | Olha Sjekel            | Kathrin Schweinberger     | Kristel Sandra Soonik     |
| 28. maj           | Gran Premio Ciudad de Eibar                            | 1.1   | Olivia Baril           | Sheyla Gutiérrez          | Julia Biryukova           |
| 29. maj           | Grand Prix Mazda Schelkens                             | 1.2   | Dina Scavone           | Marthe Truyen             | Katrijn De Clercq         |
| 31. maj – 4. jun. | Vuelta Ciclista Andalucia (women)                      | 2.1   | Katrine Aalerud        | Mie Bjørndal Ottestad     | Tamara Dronova-Balabolina |
| 3. – 4. jun.      | Belgrade GP Woman Tour                                 | 2.2   | Nikola Bajgerová       | Olga Wankiewicz           | Olha Sjekel               |
| 4. jun.           | Dwars door de Westhoek                                 | 1.1   | Georgi Pfeiffer        | Léa Curinier              | Charlotte Kool            |
| 4. jun.           | Alpes Gresivaudan Classic                              | 1.1   | Évita Muzic            | Urša Pintar               | Morgane Coston            |
| 9. – 11. jun.     | Tour Féminin International des Pyrénées                | 2.1   | Marta Cavalli          | Ashleigh Moolman-Pasio    | Antonia Niedermaier       |
| 10. jun.          | Dwars door het Hageland                                | 1.1   | Lotte Kopecky          | Christina Schweinberger   | Georgi Pfeiffer           |
| 11. jun.          | Diamond Tour                                           | 1.1   | Julie de Wilde         | Kathrin Schweinberger     | Katrijn De Clercq         |
| 14. – 18. jun.    | Belgien Rundt for kvinder                              | 2.1   | aflyst                 |                           |                           |
| 2. jul.           | Tour de Berlin Féminin                                 | 1.2   | Elena Hartmann         | Marith Vanhove            | Martina Alzini            |
| 8. jul.           | Ladies Race Slovakia                                   | 1.2   | Linda Zanetti          | Dominika Włodarczyk       | Urša Pintar               |
| 9. jul.           | 2-Districtenpijl                                       | 1.1   | Lieke Nooijen          | Julie Hendrickx           | Millie Couzens            |
| 12. – 16. jul.    | BeNe Ladies Tour                                       | 2.1   | Lucinda Brand          | Emma Norsgaard            | Anna Henderson            |
| 16. jul.          | Women's Cycling Grand Prix Stuttgart & Region          | 1.2   | Elena Pirrone          | Kathrin Schweinberger     | Linda Riedmann            |
| 26. – 30. jul.    | Vuelta a Colombia Femenina                             | 2.2   | Lilibeth Chacón        | Diana Peñuela             | Ana Sanabria              |
| 28. – 30. jul.    | Princess Anna Vasa Tour                                | 2.2   | Valerija Kononenko     | Dominika Włodarczyk       | Olga Sabelinskaja         |
| 1. aug.           | Kreiz Breizh Elites Dames                              | 1.1   | Giorgia Vettorello     | Quinty Schoens            | Barbara Malcotti          |
| 1. – 3. aug.      | Tour of Uppsala                                        | 2.2   | aflyst                 |                           |                           |
| 12. aug.          | La Périgord Ladies                                     | 1.2   | Amber Kraak            | Jade Wiel                 | Clara Emond               |
| 13. aug.          | La Picto-Charentaise                                   | 1.2   | Gladys Verhulst        | Carlijn Achtereekte       | Valentina Basilico        |
| 15. aug.          | GP Yvonne Reynders                                     | 1.2   | Eline Van Rooijen      | Sanne Cant                | Kirstie van Haaften       |
| 18. aug.          | Konvert Kortrijk Koerse                                | 1.1   | Daria Pikulik          | Julie de Wilde            | Valentine Fortin          |
| 19. aug.          | GP Oetingen                                            | 1.1   | Simone Boilard         | Evy Kuijpers              | Maaike Boogaard           |
| 19. aug.          | Grand Prix Kaisareia women                             | 1.2   | Olga Sabelinskaja      | Somayeh Yazdani           | Yanina Kuskova            |
| 22. aug.          | Egmont Cycling Race Women                              | 1.2   | Heidi Franz            | Scarlett Souren           | Danique Braam             |
| 24. – 27. aug.    | Giro della Toscana Femminile - Memorial Michela Fanini | 2.2   | Alessia Vigilia        | Rasa Leleivytė            | Anastasija Kolesava       |
| 3. sep.           | Grand Prix Beerens                                     | 1.1   | Chiara Consonni        | Martina Fidanza           | Sofie Van Rooijen         |
| 5. – 11. sep.     | Tour Cycliste Féminin International de l'Ardèche       | 2.1   | Marta Cavalli          | Erica Magnaldi            | Anastasija Kolesava       |
| 9. sep.           | À travers les Hauts-de-France                          | 1.2   | Valentine Fortin       | Christine Majerus         | Marthe Truyen             |
| 10. sep.          | Grand Prix de Fourmies féminin                         | 1.2   | Marta Lach             | Sofie Van Rooijen         | Marthe Truyen             |
| 13. sep.          | Saint-Feuillien Grand Prix de Wallonie                 | 1.1   | Marta Lach             | Silvia Persico            | Victoire Berteau          |
| 15. – 16. sep.    | Trophée des Grimpeuses                                 | 2.2   | Karlijn Swinkels       | Clara Koppenburg          | Noemi Rüegg               |
| 16. sep.          | Chrono Gatineau                                        | 1.1   | Anna Kiesenhofer       | Amber Neben               | Emily Ehrlich             |
| 17. sep.          | Grand Prix d'Isbergues                                 | 1.2   | Valentine Fortin       | Jade Wiel                 | Simone Boilard            |
| 17. sep.          | Tour de Gatineau                                       | 1.1   | Megan Jastrab          | Alison Jackson            | Skylar Schneider          |
| 30. sep.          | Giro dell'Emilia Donne                                 | 1.Pro | Cecilie Uttrup Ludwig  | Marta Cavalli             | Juliette Labous           |
| 1. okt.           | Trofeo Baracchi féminin                                | 1.2   | aflyst                 |                           |                           |
| 3. okt.           | Tre Valli Varesine Women's Race                        | 1.1   | Liane Lippert          | Cecilie Uttrup Ludwig     | Elisa Balsamo             |
| 3. okt.           | Binche-Chimay-Binche féminin                           | 1.1   | Georgi Pfeiffer        | Christina Schweinberger   | Anniina Ahtosalo          |
| 4. – 8. okt.      | International Syrian Tour Women                        | 2.2   | aflyst                 |                           |                           |
| 10. – 11. okt.    | Tour du Wenzhou féminin                                | 2.2   | aflyst                 |                           |                           |
| 12. – 15. okt.    | Vuelta Femenina Internacional a Costa Rica             | 2.2   | Lilibeth Chacón        | Nadia Gontova             | Marcela Prieto            |
| 15. okt.          | Chrono des Nations for damer                           | 1.1   | Anna Kiesenhofer       | Christina Schweinberger   | Valerija Kononenko        |